# IC 4080/1
IC 4080/1 је спирална галаксија у сазвијежђу Береникина коса која се налази на листи објеката дубоког неба у Индекс каталогу.
Деклинација објекта је + 19° 15' 11" а ректасцензија 13h 1m 57,6s. Привидна величина (магнитуда) објекта IC 4080 износи 16,2 а фотографска магнитуда 17,0.